# Municipio de Wadsworth (Ohio)
El municipio de Wadsworth (en inglés: Wadsworth Township) es un municipio ubicado en el condado de Medina en el estado estadounidense de Ohio. En el año 2010 tenía una población de 4191 habitantes y una densidad poblacional de 103,89 personas por km².

## Geografía
El municipio de Wadsworth se encuentra ubicado en las coordenadas 41°2′27″N 81°45′35″O / 41.04083, -81.75972. Según la Oficina del Censo de los Estados Unidos, el municipio tiene una superficie total de 40.34 km², de la cual 40.31 km² corresponden a tierra firme y (0.08%) 0.03 km² es agua.

## Demografía
Según el censo de 2010, había 4191 personas residiendo en el municipio de Wadsworth. La densidad de población era de 103,89 hab./km². De los 4191 habitantes, el municipio de Wadsworth estaba compuesto por el 98.19% blancos, el 0.36% eran afroamericanos, el 0.19% eran amerindios, el 0.43% eran asiáticos, el 0.02% eran isleños del Pacífico, el 0.05% eran de otras razas y el 0.76% pertenecían a dos o más razas. Del total de la población el 0.55% eran hispanos o latinos de cualquier raza.